# Айя (Лариса)
Айя (Агия, греч. Αγιά, до 1927 года — Αγυιά) — малый город в Греции. Административный центр одноимённой общины в периферийной единице Лариса в периферии Фессалия. Расположен на высоте 200 м над уровнем моря, на южном склоне Осы, в плодоносной и богато орошенной равнине. Площадь 27,15 км². Население 3169 человек по переписи 2011 года.

## История
В XIX веке Айя — главный город в епархии того же имени (Επαρχία Αγιάς). В городе была начальная школа.

## Население
| Год  | Население, человек |
| ---- | ------------------ |
| 1991 | 3749               |
| 2001 | 3057               |
| 2011 | ↗ 3169             |